# Бразилски теријер
Бразилски теријер ( порт. terrier brazileiro) је раса паса одгајана почетком 20. века у Бразилу. Користи се као ловачки пас за ситну дивљач, као пас за пратњу и као пас чувар.

## Историја
Преци бразилског теријера не потичу из Бразила. Током прошлог века и почетком овог, многи млади Бразилци студирали су на европским универзитетима, посебно у Француској и Енглеској. Ови младићи су се вратили ожењени, а њихове жене су са собом довеле мале псе типа теријер. Млади Бразилци и њихове породице враћали су се животу на фармама које су напустили. Ови мали пси су се прилагодили животу на фарми и укрштали се са локалним псима. Тако је формирана нова раса и фенотип је успостављен током неколико генерација.
Са развојем великих градова, пољопривредници и њихове породице као и запослени били су привучени великим урбаним центрима. Тако је овај мали пас доживео још једну промену у свом окружењу.

## Изглед
Пас средње величине, витак, добро избалансиран, чврсте, али не превише тешке грађе, тела квадратног изгледа са јасним закривљеним линијама које га разликују од краткодлаког фок теријера квадратне линије.
Длака је кратка, глатка и фина, равна и чврста. Нема поддлаке. Боја је бела (примарна боја), са црним, смеђим или плаво-сивим мрљама. Изнад очију, на јагодицама и на унутрашњој површини ушију и по ивицама ушију налазе се тамни трагови. На челу и ушима су црне, смеђе или плаво-сиве ознаке. Дозвољени су бели траг на челу и беле тачке на њушци.
Висина у гребену мужјака је 35-40 цм, женке - 33-38 цм. Тежина - не више од 10 кг.
Глава је троугласта; очи велике, округле; Уши су троугластог облика, широко размакнуте, подигнуте на хрскавици, прелом је изнад линије лобање, крајеви висе до нивоа спољашњег угла ока.
Тело је пропорционално. Врат је сув и дугачак. Гребен је јасан и уочљив. Груди су умерено широке. Ребра су конвексна. Леђа и слабина су кратки и снажни. Линија леђа се благо смањује према сапи. Сапи су глатко спуштене. Удови су јаки. Шапе зечјег типа. Реп је кратак од рођења. 

## Темперамент
Неуморан, будан, активан и оштар; пријатељски и нежан са пријатељима.